# 黃鰲 (嘉靖進士)
黃鰲（1487年—1553年），字時鎮，號三峰，福建泉州府晉江縣人，軍籍，明朝政治人物。

## 生平
嘉靖十年（1531年）辛卯科福建鄉試第三十名舉人。嘉靖十四年（1535年）中式乙未科會試第二十三名，登第三甲第二百二十七名進士。歷官刑部山东司主事、山东按察司佥事、湖广布政司督粮左参议，誥封朝議大夫。著有《三峰文集》。

## 家族
曾祖黃榮珪；祖父黃端，壽官；父黃勳，字缵功，号东野，壽官。前母陳氏；母蔡氏。永感下。